# 小畷町
小畷町（こなわてちょう）は、愛知県豊橋市の地名。

## 地理
豊橋市中央部に位置する。北西は吉田町、北東は前田町2丁目、南西は前田南町、南東は向山町に接する。

## 歴史

### 人口の変遷
国勢調査による人口および世帯数の推移。
| 1995年（平成7年）  | 213世帯 674人 |  |
| 2000年（平成12年） | 173世帯 524人 |  |
| 2005年（平成17年） | 207世帯 584人 |  |
| 2010年（平成22年） | 242世帯 517人 |  |
| 2015年（平成27年） | 281世帯 554人 |  |

### 沿革
- 1933年（昭和8年） - 豊橋市向山町・東田町・中世古町・新川町の各一部により、同市小畷町が成立[2]。
- 1937年（昭和12年） - 一部が吉田町に編入され、西ノ又町の一部を編入する[2]。
- 1973年（昭和48年） - 一部が前田町に編入される[2]。

## 施設
- 東三河食糧販売組合[1]
- 豊橋米穀共同組合[1]

### WEB
1. ↑  “愛知県豊橋市の町丁・字一覧”.   人口統計ラボ. 2023年4月13日閲覧。
2. ↑  総務省統計局 (2017年1月27日). “平成27年国勢調査の調査結果(e-Stat) - 男女別人口及び世帯数 －町丁・字等” (CSV). 2021年7月21日閲覧。
3. ↑  “愛知県豊橋市の郵便番号一覧”.   日本郵便. 2023年4月13日閲覧。
4. ↑  “市外局番の一覧” (PDF).   総務省 (2022年3月1日). 2022年3月22日閲覧。
5. ↑  総務省統計局 (2014年3月28日). “平成7年国勢調査の調査結果(e-Stat) - 男女別人口及び世帯数 －町丁・字等” (CSV). 2021年7月20日閲覧。
6. ↑  総務省統計局 (2014年5月30日). “平成12年国勢調査の調査結果(e-Stat) - 男女別人口及び世帯数 －町丁・字等” (CSV). 2021年7月20日閲覧。
7. ↑  総務省統計局 (2014年6月27日). “平成17年国勢調査の調査結果(e-Stat) - 男女別人口及び世帯数 －町丁・字等” (CSV). 2021年7月21日閲覧。
8. ↑  総務省統計局 (2012年1月20日). “平成22年国勢調査の調査結果(e-Stat) - 男女別人口及び世帯数 －町丁・字等” (CSV). 2021年7月21日閲覧。
9. ↑  総務省統計局 (2017年1月27日). “平成27年国勢調査の調査結果(e-Stat) - 男女別人口及び世帯数 －町丁・字等” (CSV). 2021年7月21日閲覧。

### 書籍
1. 1 2 3 4  「角川日本地名大辞典」編纂委員会 1989, p. 1787.
2. 1 2 3  「角川日本地名大辞典」編纂委員会 1989, p. 563.